# 精武圖書館
國立公共資訊圖書館精武分館是臺灣臺中市北區的一座公共圖書館，隸屬國立公共資訊圖書館，前身為國立臺中圖書館（今國立公共資訊圖書館）舊總館。目前委由臺中市立圖書館負責營運。

## 歷史
- 1972年，「臺灣省立臺中圖書館」新館（此處）與所屬的中興堂完工，並由中區舊址（原臺中州立圖書館，今合作金庫台中分行）遷館至此，曾計畫改名為「臺灣省立中正圖書館」、「中正廳」[1]，但沒有實現。
- 1999年7月1日，精省後改制更名為「國立臺中圖書館」。
- 2007年3月9日，中興堂移給國立臺灣交響樂團管理（2012年1月再改為國立臺灣體育運動大學接管）。
- 2009年9月9日，國立臺中圖書館於臺中市南區的新總館動工。
- 2012年1月16日，為因應圖書資源搬遷至新總館，本館舍閉館並停止各項服務。5月15日新總館試營運，6月3日新總館正式開館。本館舍改為「國立臺中圖書館精武分館」，暫時不對公眾開放。

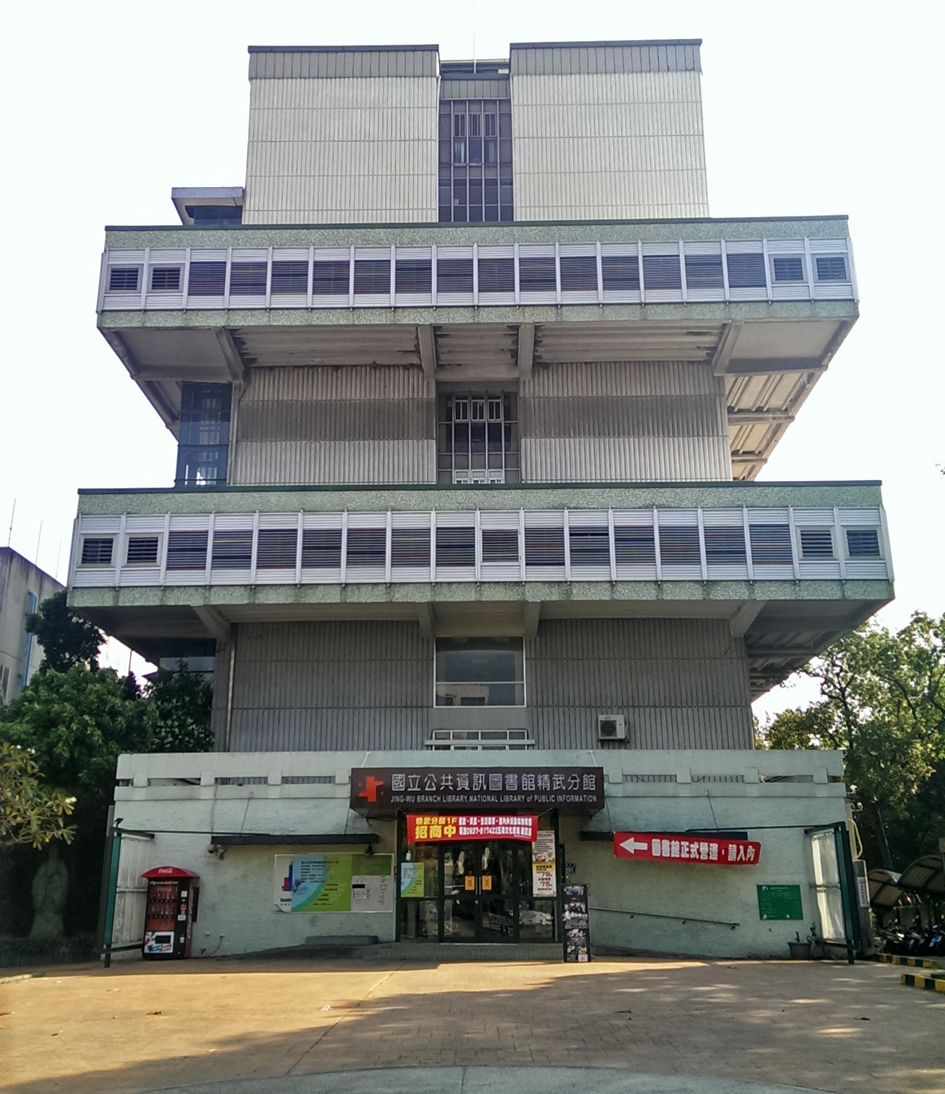
國資圖精武分館時期外貌

- 2013年元旦，隨國立臺中圖書館改制為國立公共資訊圖書館而更名為「國立公共資訊圖書館精武分館」[2]。8月1日，由五南文化旗下公司五楠圖書用品取得一樓及戶外廣場的委外經營權 [3]。
- 2015年4月1日，五楠圖書用品合約到期，由國立公共資訊圖書館自行營運。
- 2015年11月1日，國立公共資訊圖書館與臺中市政府文化局達成協議合作營運，本館舍委由臺中市立圖書館北區分館負責營運。
- 2016年7月12日封館整修，由臺中市立圖書館進行空間改善工程。
- 2017年12月25日，部分樓層（精武圖書館與臺中市政府地方稅務局民權分局）正式啟用。
- 2018年1月31日，圖書館層（1~4樓）試營運；2月1日正式啟用[4]。

## 樓層配置
精武分館為地上10層、地下1層建築，佔地1,893坪。
樓層配置
- 一至四樓：臺中市立圖書館、臺中市政府地方稅務局服務台（1樓）
- 五至七樓：臺中市政府社會局社會創新實驗基地
- 八至十樓：臺中市政府地方稅務局民權分局

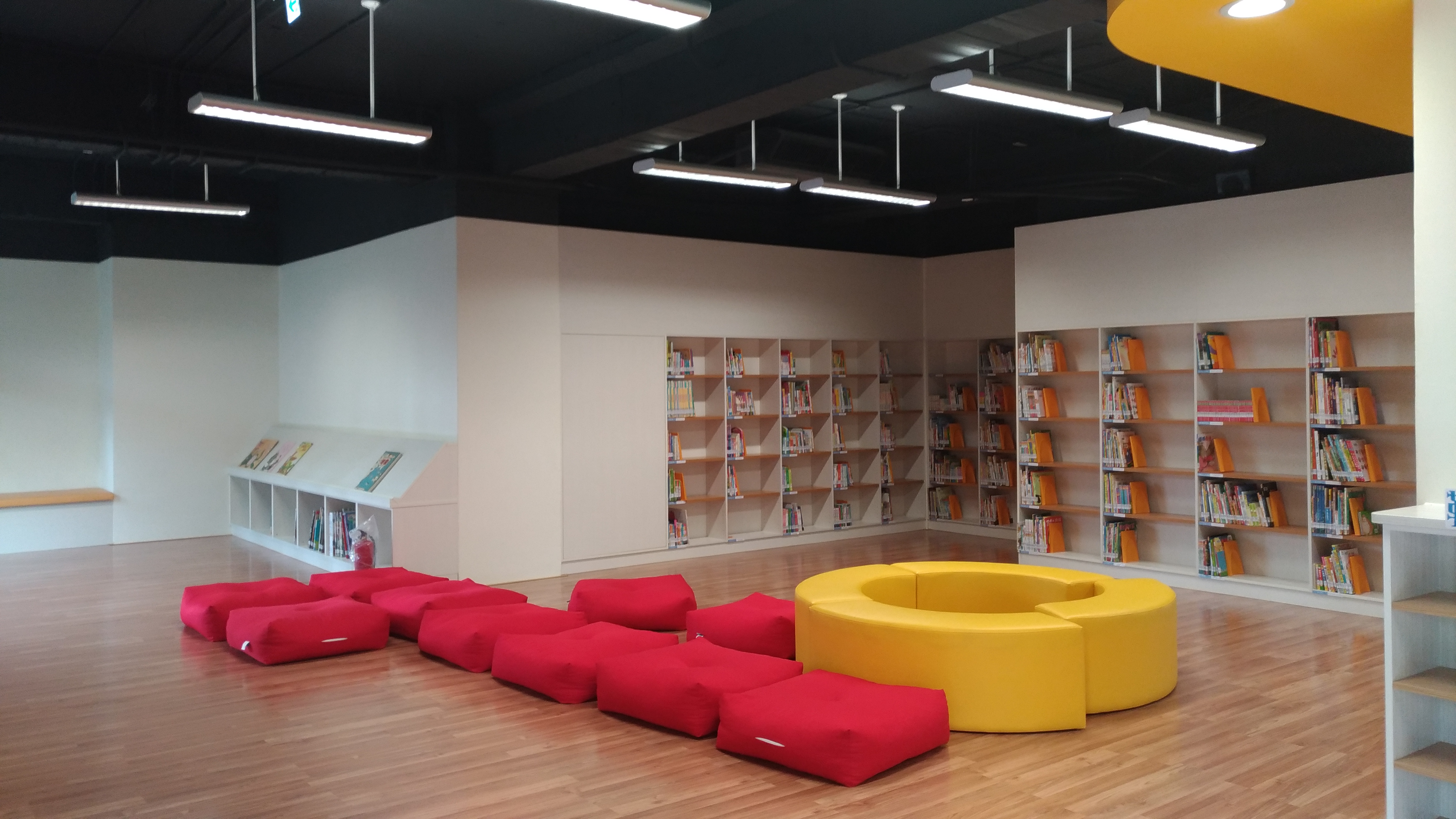
一樓兒童閱覽區
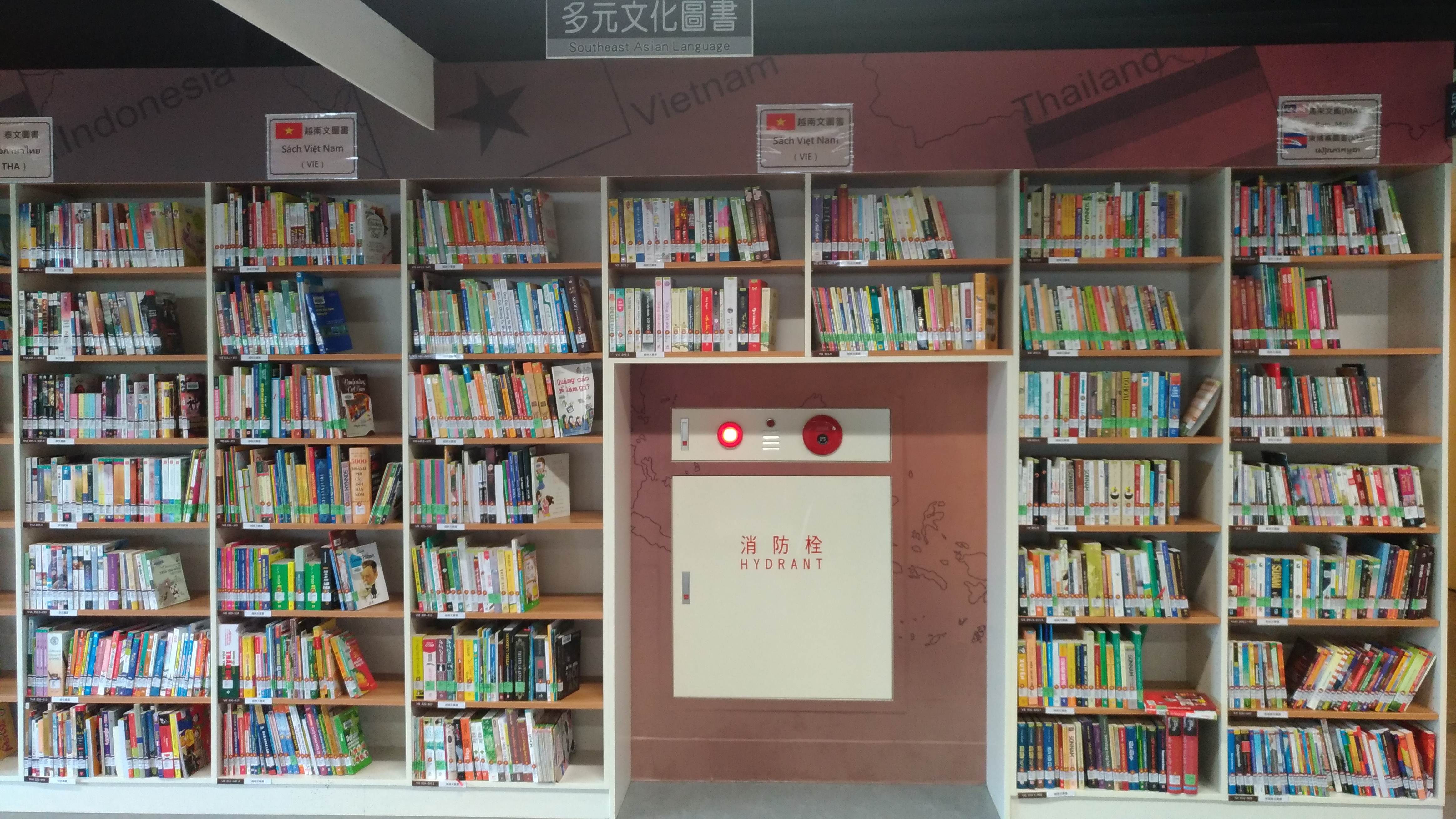
四樓東南亞語文區
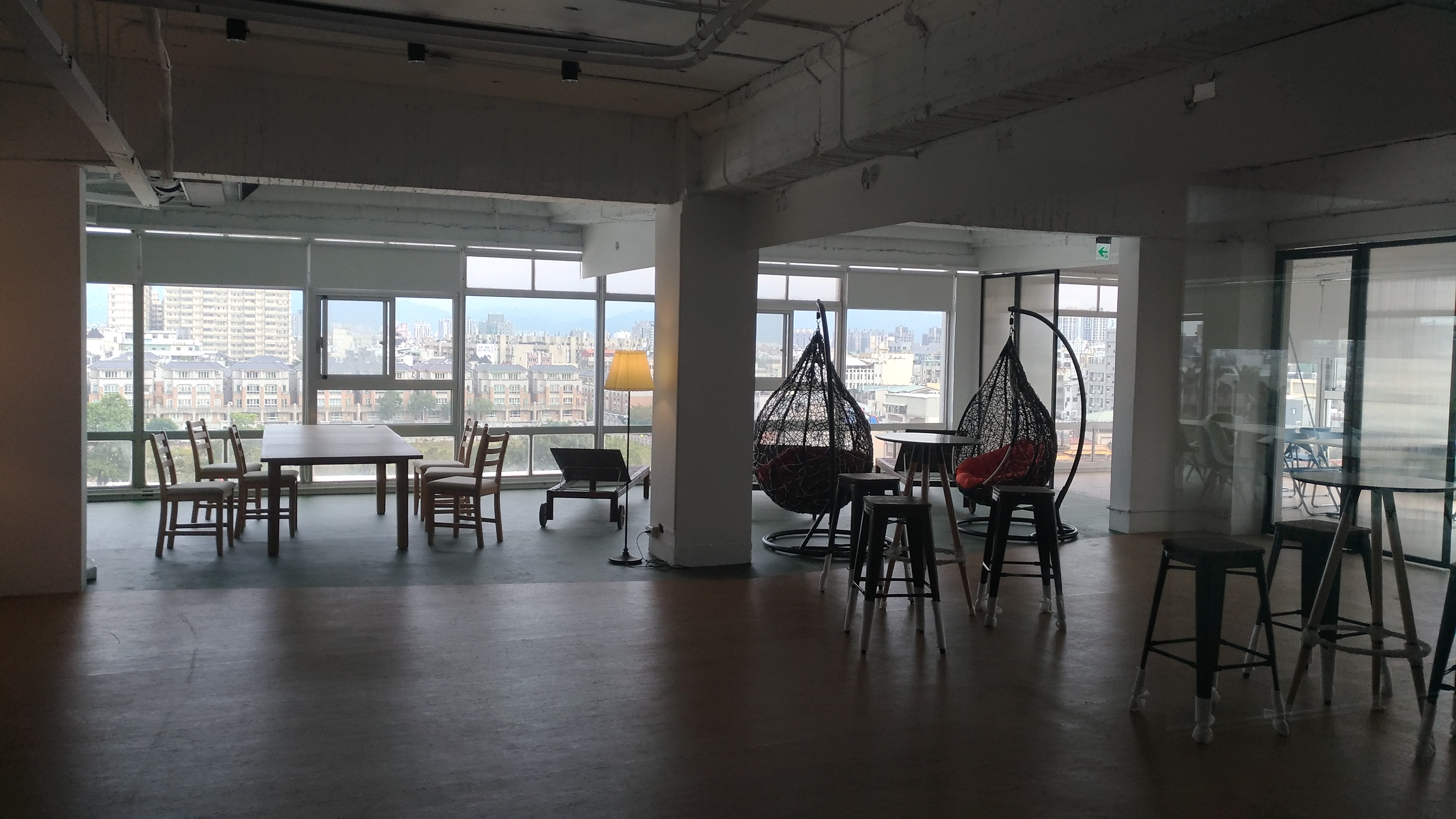
七樓的臺中社會創新實驗基地

## 交通
臺中市公車
中興堂
- 台中客運：35、35(區)、41、71、307、142、163、304、307
- 統聯客運：61、73、301、303、308、326
- 中鹿客運：21、21延1、21延2
- 中台灣客運：1、25
- 豐原客運：55、203、280、285、286、288、289
- 全航客運：58、58(區1)、58(區2)
- 聯營：12

## 外部連結
- 國立公共資訊圖書館精武分館簡介 （页面存档备份，存于）
- 臺中市立圖書館精武圖書館簡介（页面存档备份，存于）